# Eleições europeias de 2004 (Países Baixos)
As eleições parlamentares europeias de 2004 nos Países Baixos foram realizadas a 10 de junho para eleger os 27 assentos do país para o Parlamento Europeu.

## Resultados Nacionais
| Partido                 | Partido                                       | Votos      | %               | +/-   | Deputados | +/-   |
| ----------------------- | --------------------------------------------- | ---------- | --------------- | ----- | --------- | ----- |
|                         | Apelo Democrata-Cristão                       | 1 164 431  | 24,43 / 100,00  | 2,51  | 7 / 27    | 2     |
|                         | Partido do Trabalho                           | 1 124 549  | 23,60 / 100,00  | 3,49  | 7 / 27    | 1     |
|                         | Partido Popular para a Liberdade e Democracia | 629 198    | 13,20 / 100,00  | 6,49  | 4 / 27    | 2     |
|                         | Esquerda Verde                                | 352 201    | 7,39 / 100,00   | 4,46  | 2 / 27    | 2     |
|                         | Europa Transparente                           | 349 156    | 7,33 / 100,00   | Novo  | 2 / 27    | Novo  |
|                         | Partido Socialista                            | 332 326    | 6,97 / 100,00   | 1,93  | 2 / 27    | 1     |
|                         | União Cristã-Partido Político Reformado       | 279 880    | 5,87 / 100,00   | 2,27  | 2 / 27    | 1     |
|                         | Democratas 66                                 | 202 502    | 4,25 / 100,00   | 1,55  | 1 / 27    | 1     |
|                         | Partido pelos Animais                         | 153 432    | 3,22 / 100,00   | Novo  | 0 / 27    | Novo  |
|                         | Lista Pim Fortuyn                             | 121 509    | 2,55 / 100,00   | Novo  | 0 / 27    | Novo  |
|                         | Outros                                        | 56 493     | 1,18 / 100,00   |       | 0 / 27    |       |
| Votos Inválidos         | Votos Inválidos                               | 11 444     | 0,24 / 100,00   | 0,22  |           |       |
| Total                   | Total                                         | 4 777 121  | 100,00 / 100,00 |       | 27 / 27   | 4     |
| Eleitorado/Participação | Eleitorado/Participação                       | 12 168 878 | 39,26 / 100,00  | 9,24  |           |       |
| Fonte                   | Fonte                                         | [ 1 ]      | [ 1 ]           | [ 1 ] | [ 1 ]     | [ 1 ] |